# Gladiolus palustris
Gladiolus palustris es una especie de gladiolo originaria de Europa.

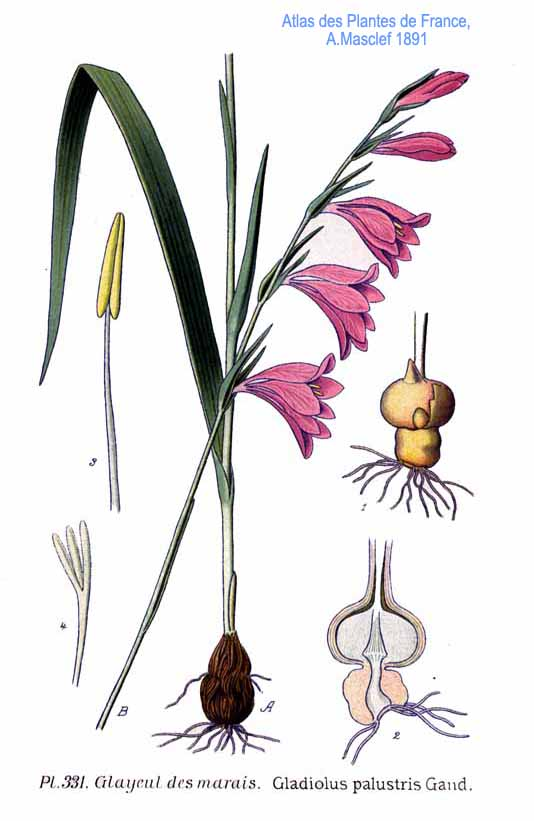
Ilustración

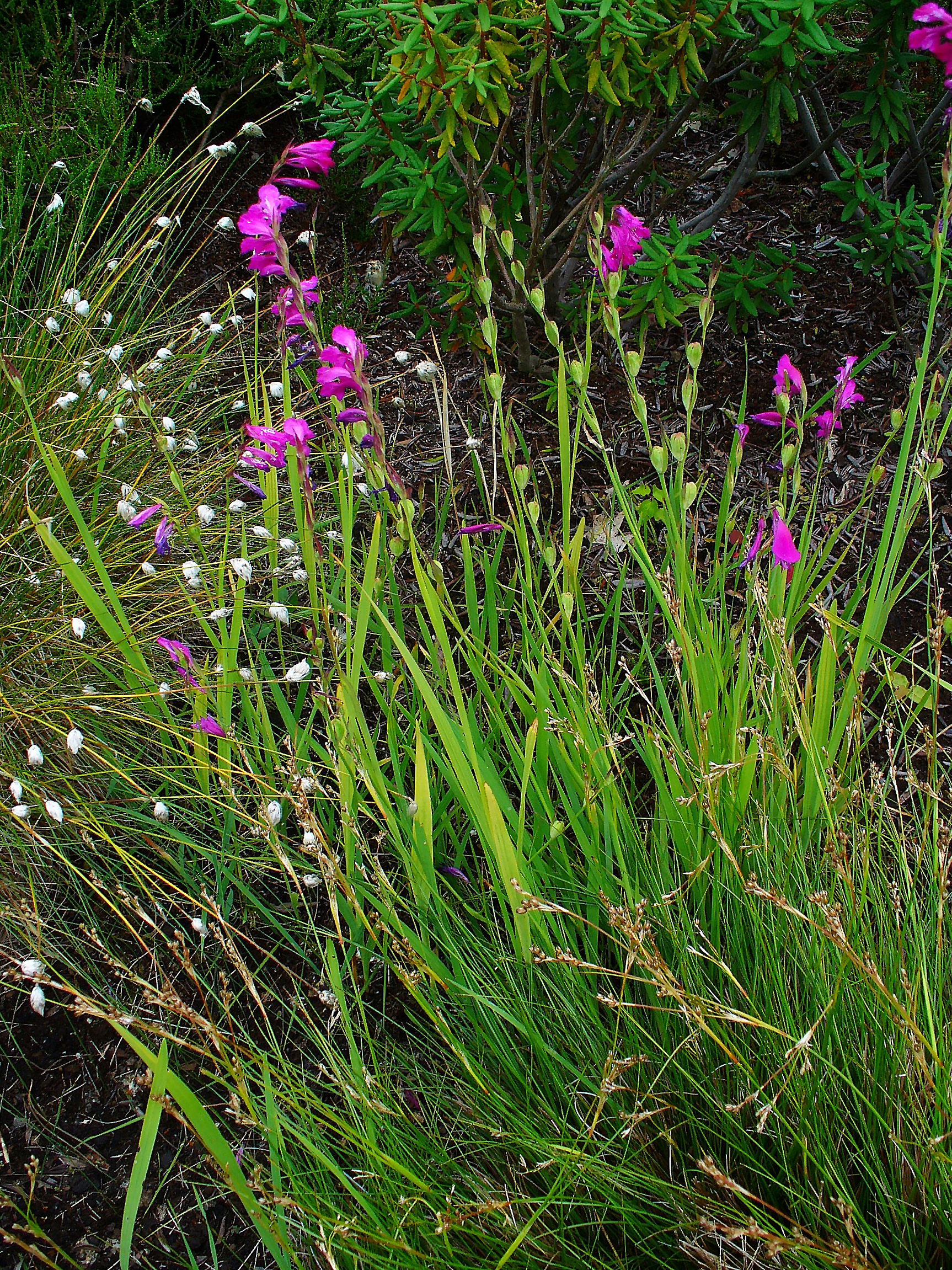
Vista de la planta

## Descripción
Gladiolus palustris alcanza un tamaño de 30 a 60 centímetros de altura. El tallo es erecto, glabro y no ramificado, el bulbo es esférico con fibras entrecruzadas en la parte superior. Las hojas son más cortas que el tallo, simples, con una venación paralela, en forma de espada, de 4 - 9 centímetros de largo. La inflorescencia está compuesta por entre tres y seis flores hermafroditas, trifoliadas, con un perigonio de color violeta, rosa o magenta, de cerca de 30 centímetros  de largo. El período de floración de estas plantas se extiende desde mayo hasta julio. Son polinizadas por abejorros.

## Distribución
Esta especie es nativa del noroeste de Europa Central y Oriental. Sedistribuye en el este de Francia, Suiza, en el sur y el este de Alemania, la República Checa, Eslovaquia y Polonia. Está presente en los Alpes italianos, Austria y Hungría y más común en la región de los Balcanes. Otras localidades están en Europa del Este.

## Hábitat
No obstante lo dispuesto por su nombre, estas plantas no crecen en los pantanos, ya que prefieren ambientes calcáreos, húmedos y ricos en humus, alternativamente húmedo y seco, en prados húmedos y claros del bosque. Se pueden encontrar a una altitud máxima de 1.200-1.500 metros.

## Taxonomía
Gladiolus palustris fue descrita por Jean François Aimée Gottlieb Philippe Gaudin y publicado en Flora Helvetica 1: 97. 1828.
Etimología
Gladiolus: nombre genérico que se atribuye a Plinio y hace referencia, por un lado, a la forma de las hojas de estas plantas, similares a la espada romana denominada "gladius". Por otro lado, también se refiere al hecho de que en la época de los romanos la flor del gladiolo se entregaba a los gladiadores que triunfaban en la batalla; por eso, la flor es el símbolo de la victoria.
palustris: epíteto latíno que significa "palustre, que crece en los pantanos".
Sinonimia
- Gladiolus boucheanus Schltdl.
- Gladiolus felicis Z.Mirek
- Gladiolus imbricatus subsp. parviflorus K.Richt.
- Gladiolus parviflorus Berdau
- Gladiolus pratensis A.Dietr.
- Gladiolus triphyllus Bertol.[5][6]